# Левкон (міфологія)
У грецькій міфології Левкон (давньогрецька: Λευκώνης) був феспійським сином Геракла та Ешреїди, доньки царя Феспія Феспійського.

## Міфологія
Левкон і його 49 зведених братів народилися від дочок Феспія, які були запліднені Гераклом за одну ніч, протягом тижня або протягом 50 днів під час полювання на кіферонського лева. Пізніше герой надіслав послання до Феспія, щоб він залишив сімох із цих синів, відправив трьох у Фіви, а решта сорок разом із Іолаєм були відправлені на острів Сардинія, щоб заснувати колонію.